# 渡辺純央
渡辺 純央（わたなべ すみお）は、日本のアニメーター、アニメーション演出家、アニメーション監督。兵庫県出身。

## 略歴・人物
スタジオガッツ所属。かつて同スタジオ作画部門「メタスタジオ」所長を務めていたこともある。2003年から2007年までは絵コンテ・演出への参加率が非常に高かったが、現在は原画参加の方が多い。

## 参加作品

### テレビアニメ
1994年
- 銀河戦国群雄伝ライ（1994年 - 1995年、脚本・絵コンテ・演出・作画監督）

1995年
- ナースエンジェルりりかSOS（1995年 - 1996年、絵コンテ・演出）

1996年
- るろうに剣心 -明治剣客浪漫譚-（1996年 - 1998年、絵コンテ）
- ハーメルンのバイオリン弾き（1996年 - 1997年、絵コンテ・演出）
- 逮捕しちゃうぞ（1996年 - 1997年、絵コンテ）

1997年
- スレイヤーズTRY（絵コンテ・演出・作画監督）
- はれときどきぶた（1997年 - 1998年、絵コンテ）
- フォーチュン・クエストL（1997年 - 1998年、絵コンテ）

1998年
- ロスト・ユニバース（絵コンテ）

1999年
- アークザラッド（絵コンテ・演出・原画）
- ベターマン（絵コンテ・演出）
- ONE PIECE（1999年 - 、絵コンテ・演出・原画）
- ワイルドアームズ トワイライトヴェノム（1999年 - 2000年、絵コンテ・演出）
- THE ビッグオー（1999年 - 2000年、演出）

2000年
- BRIGADOON まりんとメラン（2000年 - 2001年、絵コンテ）

2001年
- 地球少女アルジュナ（絵コンテ・原画）
- 学園戦記ムリョウ（演出）
- スクライド（絵コンテ）
- 星のカービィ（2001年 - 2003年、絵コンテ）
- ガイスターズ FRACTIONS OF THE EARTH（2001年 - 2002年、監督・絵コンテ）

2002年
- ワイルド7another-謀略運河-（監督・キャラクターデザイン）
- キディ・グレイド（絵コンテ・演出）
- ヒートガイジェイ（2002年 - 2003年、絵コンテ）

2003年
- WOLF'S RAIN（2003年 - 2004年、原画）
- 出撃!マシンロボレスキュー（2003年 - 2004年、原画）
- LAST EXILE（演出）
- L/R -Licensed by Royal-（作画監督）
- スクラップド・プリンセス（絵コンテ・演出・作画監督）
- E'S OTHERWISE（絵コンテ・作画監督）
- フルメタル・パニック?ふもっふ（絵コンテ・演出）
- 最遊記RELOAD（2003年 - 2004年、絵コンテ・演出）
- 高橋留美子劇場 人魚の森（演出）

2004年
- MEZZO -メゾ-（演出）
- エルフェンリート（絵コンテ・演出）
- ビューティフル ジョー（絵コンテ・演出）
- 下級生2 ～瞳の中の少女たち～（演出）

2005年
- アイシールド21（2005年 - 2008年、演出）
- SoltyRei（演出）

2006年
- ひまわりっ!（絵コンテ）
- 貧乏姉妹物語（絵コンテ・演出）
- 陰からマモル!（演出・原画）
- 出ましたっ!パワパフガールズZ（2006年 - 2007年、演出）

2007年
- ひまわりっ!!（絵コンテ）
- 一騎当千 Dragon Destiny（演出）
- ロケットガール（演出）
- モノノ怪（絵コンテ・演出・原画）

2008年
- ヤッターマン（原画）
- コードギアス 反逆のルルーシュR2（原画）
- 秘密 〜The Revelation〜（原画）

2009年
- PandoraHearts（原画）
- 真マジンガー 衝撃! Z編（原画）
- そらのおとしもの（原画）

2010年
- れでぃ×ばと!（原画）
- ひめチェン!おとぎちっくアイドル リルぷりっ（原画）
- デジモンクロスウォーズ（原画）
- 屍鬼（原画）
- おとめ妖怪 ざくろ（原画）

2011年
- べるぜバブ（原画）
- Persona4 the ANIMATION（2011年 - 2012年、原画）

2012年
- しろくまカフェ（原画）

2013年
- カードファイト!! ヴァンガード リンクジョーカー編（2013年 - 2014年、原画）

2014年
- ダイヤのA（絵コンテ）

2017年
- 時間の支配者（絵コンテ）

2018年
- 名探偵コナン（2018年 - 2019年、絵コンテ）

2019年
- エガオノダイカ（絵コンテ）

2020年
- ＜Infinite Dendrogram＞-インフィニット・デンドログラム-（演出）

2021年
- 遊☆戯☆王SEVENS（演出）
- マジカパーティ（演出）

2022年
- アオアシ（演出）

2023年
- 最強陰陽師の異世界転生記（演出）
- アリス・ギア・アイギス Expansion（演出）

2024年
- うる星やつら (2022)（演出）

2025年
- FARMAGIA（演出）
- ゲーセン少女と異文化交流（演出）

### 劇場アニメ
- SF新世紀レンズマン（1984年、動画）
- 天空の城ラピュタ（1986年、動画）
- 機動警察パトレイバー the Movie（1989年、原画）
- うる星やつら　いつだってマイ・ダーリン（1991年、場面設定・原画）
- 走れメロス（1992年、原画）
- 獣兵衛忍風帖（1993年、原画）
- 機動警察パトレイバー2 the Movie（1993年、原画）
- 翔べ！ペガサス　心のゴールにシュート （1995年、原画）
- 劇場版 ヤッターマン 新ヤッターメカ大集合! オモチャの国で大決戦だコロン!（2008年、原画）

### OVA
- バブルガムクライシス（1987年、原画）
- 電脳都市OEDO808（1990年 - 1991年、原画）
- ロードス島戦記（1990年 - 1991年、原画）
- 帝都物語（1991年、原画）
- 炎の転校生（1991年、絵コンテ・演出）
- うしおととら（1992年 - 1993年、絵コンテ・演出）
- 銃夢（1993年、原画）
- ファイナルファンタジー（1994年、原画）
- 鉄拳 -TEKKEN-（1998年、原画）